# Nabas (Aklan)
Nabas (offiziell: Municipality of Nabas; Filipino: Bayan ng Nabas; Aklanon und Malaynon: Banwa it Nabas) ist eine philippinische Stadtgemeinde in der Provinz Aklan.

## Geografie
Nabas liegt auf der Buruanga Halbinsel an der Nordwestspitze der Insel Panay. An die Küstengemeinde grenzt im Norden die Sibuyan-See. Im Süden grenzt sie an die Stadtgemeinden Pandan und Libertad in der Provinz Antique. Im Osten grenzt sie an die Sibuyan-See und die Stadtgemeinde Ibajay und im Westen grenzt sie an Malay und Buruanga. Teile des Northwest Panay Peninsula Natural Park liegen auf dem Gebiet der Gemeinde.

## Baranggays
Nabas ist politisch unterteilt in 20 Baranggays.
| - Alimbo-Baybay - Buenasuerte - Buenafortuna - Buenavista - Gibon - Habana - Laserna - Libertad - Magallanes - Matabana | - Nagustan - Pawa - Pinatuad - Poblacion - Rizal - Solido - Tagororoc - Toledo - Unidos - Union |

## Nabas Bariw Festival
Das Nabas Bariw Festival wird gefeiert zur Erinnerung an der Ortsheiligen Sankt Isidore. Es findet jährlich vom 12. bis 15. Mai statt. Hierbei werden Hüte, Matten und andere Bariwprodukte gezeigt.
Während dieser Veranstaltung werden die verschiedenen Methoden der Matten-, Hut- und Taschenherstellung vorgeführt. Ein besonderes Ereignis ist ein Wettbewerb zur Herstellung des größten Huts und der größten Matte.
Der Höhepunkt der Veranstaltung ist ein Straßenumzug mit Tanzvorführungen von kostümierten Folkloregruppen der 20 Baranggays, begleitet von heimischen Bambusinstrumenten.